# Mizuki Kawashita
Mizuki Kawashita  (河下 水希 Kawashita Mizuki?) es una mangaka nacida en Shizuoka, Japón el 30 de agosto de 1971, conocida por su trabajo Ichigo 100%. Durante la primera parte de su carrera, escribió e ilustró mangas shōjo bajo el pseudónimo de Mikan Momokuri (桃栗 みかん Momokuri Mikan?). Su primera obra publicada fue un manga dōjinshi llamado Innocent en 1993. La serie más larga de Kawashita, Ichigo 100%, fue adaptada en un anime de veintiséis capítulos que se estrenó en el 2005, y del cual derivaron 5 OVAs. Uno de sus más recientes mangas, Hatsukoi Limited, fue adaptado en un anime de doce capítulos que corrió durante el año 2009. Otros de sus trabajos más conocidos son Lilim Kiss, Akane-chan Overdrive y, más recientemente, Ane Doki.
Su marca personal es utilizar proporciones más reales en el diseño de sus personajes femeninos, aunque mantiene los rasgos típicos de los personajes de shōnen (curvas bien marcadas, caras bonitas, etc.), para así atraer al público joven. Otra característica de la autora es que la mayoría de sus personajes masculinos tienen nombres que terminan en "a" (Manaka, Sotomura, Kojima, Takaya, Amamiya, etc.). las únicas tres excepciones son: "Chappy" de Lilim Kiss y Higure y Amachi de Ichigo 100%, cuyos nombres completos no son revelados.
Debido a que tiene muchos mangas shōnen publicados en revistas como Shōnen Jump, el asumir que sus trabajos como mangaka son obra de un hombre es un error muy común.

## Obras

### Series
- (1995) Koukou Danshi Boys (高校男子 BOYS?) Como Mikan Momokuri (sólo ilustración)
- (1997) Sora no Seibun (空の成分?) Como Mikan Momokuri
- (1999) Akane-chan Overdrive (あかねちゃん OVER DRIVE?) Como Mikan Momokuri
- (1999) Kaede Typhoon (かえで台風?) Como Mikan Momokuri
- (2000) Lilim Kiss (りりむキッス?)
- (2002) Ichigo 100% (いちご100%?)
- (2007) Hatsukoi Limited (初恋限定。?)
- (2009) Ane Doki (あねどきっ?)
- (2010) (G) Edition ((G)えでぃしょん?)
- (2013) Te to Kuchi (てとくち?)

### One-shots
- (2001) Natsuiro Graffiti
- (2006) Akiiro Bousou Biyori
- (2006) Kanojo to Natsu to Boku
- (2006) Koorihime Kitan
- (2008) Sonezaki Shinjū (曾根崎心中?)
- (2010) Boku no idol